# Downey (Idaho)
Downey è una città degli Stati Uniti d'America, situata nella contea di Contea di Bannock, nello Stato dell'Idaho.